# Hendrik Bultynck

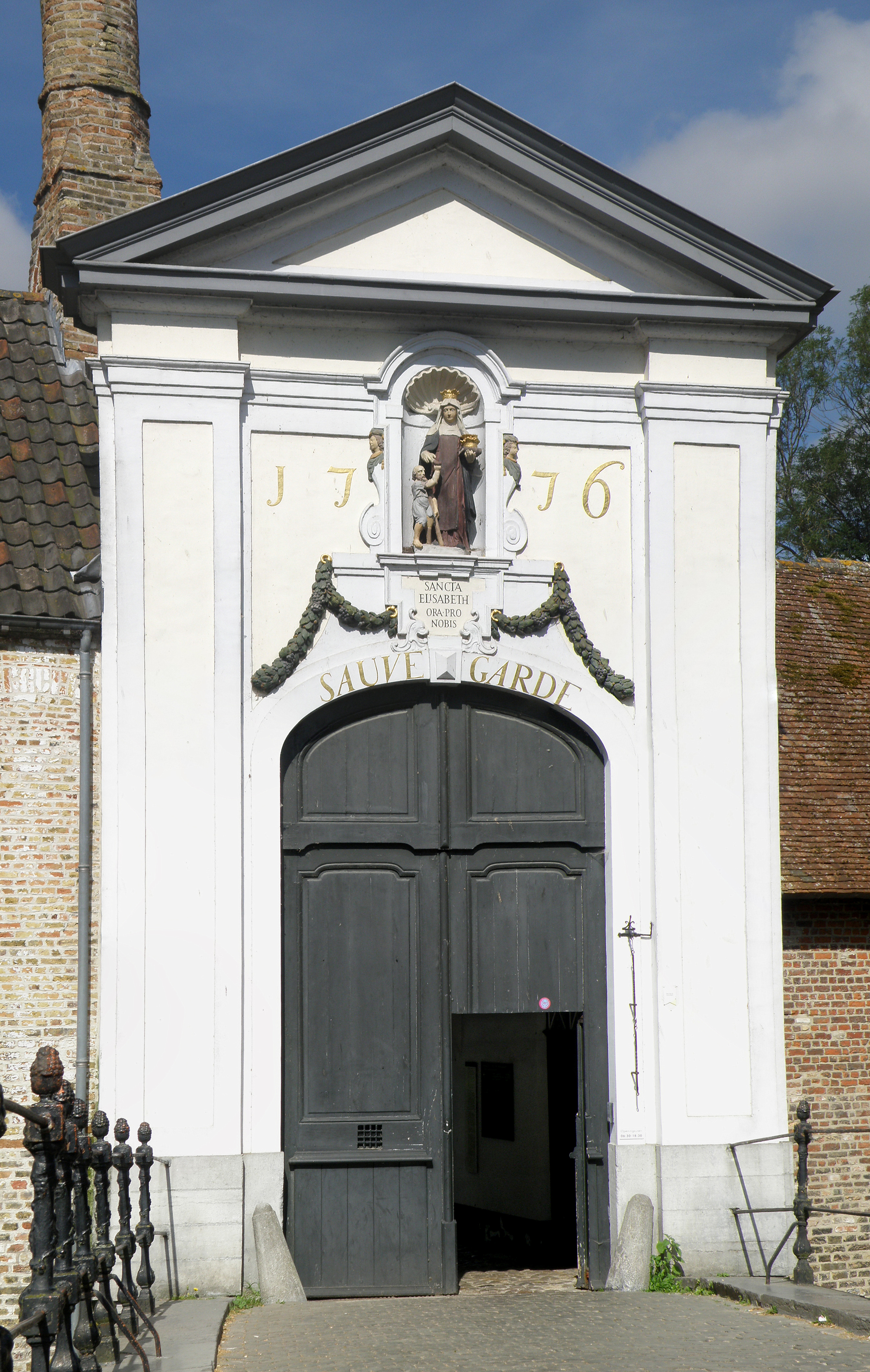
de toegangspoort tot het Brugse Begijnhof

Hendrik Bultynck (Brugge, 1728-1791) was een in Brugge gevestigde meester-metselaar en architect.

## Levensloop
Er wordt aangenomen dat Bultynck zijn opleiding kreeg aan de Brugse kunstacademie. Zijn tekenstijl wijst hierop. 
Hij werkte hoofdzakelijk in Brugge, waar de sporen van zijn werk nog steeds zichtbaar zijn. 
Hij trouwde op 3 september 1759 in de Onze-Lieve-Vrouwekerk met Maria Vincke.
Hij was als 'artiest' lid van het bestuur van de Brugse kunstacademie.

## Werken
Hierna enkele van de door Bultynck uitgevoerde werken.
- In 1756. Het godshuis van de kleermakers, Oude Gentweg 126-130. Het was niet de traditionele bouw van huisjes rond een hofje, maar een dubbel breedhuis van zeven traveeën en één bouwlaag onder mansardedak, bestemd voor acht gezinnen. Bultynck bouwde het met de hulp van onder meer meester-metselaar Melchior Madere, zoon van meester-timmerman Pieter Madere, meester-timmerman Emmanuel Van Speybrouck en G. de Visch voor het smeedwerk.
- In 1762. Het Oostvleeshuis of Ambachtshuis voor de Vleeshouwers, gebouwd op de Vismarkt. Alleen het linkergedeelte van het monumentale bouwwerk werd uitgevoerd. Het volledige ontwerp is bekend door de ontwerptekening die bewaard wordt op het Brugse stadsarchief. Het gebouwde gedeelte is nu in gebruik als woonhuis.
- In 1769-1771. Het stadhuis van Roeselare op de Grote Markt. Door brand in 1749 was de kleine hal uit 1711 op de zuidoostzijde van de Grote Markt bouwvallig. Een nieuw stadhuis met hal werd gebouwd in Lodewijk XV-stijl, naar het ontwerp door Bultynck, met een klokkentorentje naar ontwerp van timmerman Jacobus Caytan.
- In 1776. De toegangspoort tot het Begijnhof Ten Wijngaerde.